# Josh Thompson (sciatore)
Joshua Casey Thompson detto Josh (Lawrence, 18 febbraio 1962) è un ex biatleta statunitense.

## Biografia
In carriera prese parte a tre edizioni dei Giochi olimpici invernali, Sarajevo 1984 (40° nella sprint, 11° nella staffetta), Calgary 1988 (27° nella sprint, 25° nell'individuale, 9° nella staffetta) e Albertville 1992 (32° nella sprint, 16° nell'individuale, 13° nella staffetta), e a due dei Campionati mondiali, vincendo una medaglia.

## Palmarès

### Mondiali
- 1 medaglia:
  - 1 argento (individuale[1] a Lahti/Lake Placid 1987)

### Coppa del Mondo
- 3 podi[2]